# Livia Brito
Pour les articles homonymes, voir Brito.
Livia Brito (née Livia Brito Pestana le 21 juillet 1986 à La Havane) est une actrice cubano-mexicaine.

## Biographie
Livia Brito est la fille de l'acteur cubain Rolando Brito et de la danseuse classique Gertrudis Pestana.
Bien que née dans la province de Ciego de Ávila, elle passe une partie de son enfance dans la ville de la Havane. Elle est arrivée à l'âge de 14 ans au Mexique. Son père y a ouvert un restaurant.
À l'âge de 18 ans, elle est candidate de Nuestra Belleza Latina (l'équivalent de Miss France au Mexique) pour représenter le Mexique. Elle termine en deuxième position.
Elle étudie l'art dramatique au CEA et obtient l'occasion de participer à des telenovelas.
En 2010, elle est dans sa première telenovela, Triunfo del amor produite par Salvador Mejía en compagnie de Maite Perroni et William Levy.
En 2012, la productrice Angelli Nesma lui propose de participer à la telenovela Abismo de pasión avec David Zepeda et Angélique Boyer.
La même année, elle joue dans la pièce de théâtre, El cartero, aux côtés d'Erick Elías, Helena Rojo et Ignacio López Tarso entre autres.
En 2013, la productrice, Lucero Suárez,lui offre le rôle de protagoniste dans la telenovela De que te quiero, te quiero, aux côtés de Juan Diego Covarrubias.
En 2014 on la retrouve dans Muchacha italiana viene a casarse, en compagnie de José Ron.
Du 18 mai à fin juin 2015, Livia Brito enregistre le film Santiago Apóstol, une production de José Manuel Brandariz où Julián Gil tient la vedette en jouant Santiago.

## Télévision

### Telenovelas
- 2010-2011 : Le Triomphe de l'amour (Triunfo del amor) (Televisa) : Fernanda Sandoval
- 2012 : Abismo de pasión  (Televisa) : Palomita González[2]
- 2013-2014 : De que te quiero, te quiero (Televisa) : Natalita Pabuena
- 2014-2015 : Muchacha italiana viene a casarse (Televisa) : Fiorella Bianchi
- 2016 : Por siempre Joan Sebastian : Maricruz Guardia
- 2017- 2018: La Piloto : Yolanda Cadena
- 2021: « la desalmada » : Fernanda Linares
- 2022: Mujer de nadie: Lucia Arizmendi
- 2023-2024: Minas de pasión: Emilia Sànchez

### Programmes
- 2014 : Bailando por un sueño (Canal de las Estrellas/Televisa) : Co-présentatrice

## Cinéma
- 2013 : No sé si cortarme las venas o dejármelas largas : Chantal
- 2014 : La dictadura perfecta : Jazmín
- 2014 : Volando Bajo : Ana Bertha Miranda
- 2017 : Santiago Apóstol

## Nominations et récompenses
Premios TVyNovelas
| Année | Catégorie                  | Telenovela       | Résultat |
| ----- | -------------------------- | ---------------- | -------- |
| 2012  | Meilleure actrice juvénile | Triunfo del amor | Gagnante |
| 2013  | Meilleure actrice juvénile | Abismo de pasión | Gagnante |